# Клековци
Клековци су насељено мјесто у општини Козарска Дубица, Република Српска, БиХ. Према попису становништва из 1991. у насељу је живјело 486 становника.

## Становништво
| Демографија | Демографија | Демографија |
| Година      | Становника  | Становника  |
| ----------- | ----------- | ----------- |
| 1948.       | 469         |             |
| 1953.       | 465         |             |
| 1961.       | 559         |             |
| 1971.       | 514         |             |
| 1981.       | 549         |             |
| 1991.       | 486         |             |